# Carga formal
Pode ser definida como a carga que mais se aproxima das cargas reais dos átomos em moléculas e íons1  . Seu calculo é baseado na estrutura de Lewis, onde supõe-se que o par de elétrons compartilhado em uma ligação é igualmente dividido entre os átomos que a formam (ligação covalente) ao contrário do número de oxidação, que considera a transferência total de elétrons de um átomo para outro (ligação iônica)1. O cálculo da carga formal é feito utilizando a seguinte formula:   
CF= V - [(1/2 EL) + ENL)]
Onde:
- V: número de elétrons da última camada (camada de valência)*

- EL: número de elétrons em pares compartilhados pelo átomo na estrutura

- ENL: quantidade de elétrons nos pares isolados

*Estabeleça o número de elétrons de valência que cada átomo livre possui observando o seu grupo na tabela periódica. 

Por exemplo, para calcular a carga formal dos átomos nas moléculas abaixo:  

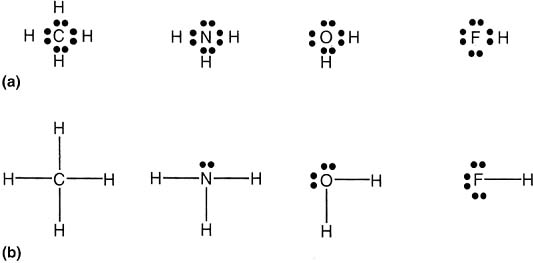

Carga formal no Hidrogênio(em todas as moléculas): 1-[(1/2)2 + 0]= 0

Carga formal no Carbono: 4-[(1/2)8 + 0]=0

Carga formal no Nitrogênio: 5-[(1/2)6 + 2]=0 
Carga formal no Oxigênio: 6 - [ (1/2)4 + 4) = 0 
Carga formal no átomo de Flúor: 7 - [(1/2)2 + 6)= 0

A carga formal na espécie é a soma das cargas formais individuais dos átomos, nas moléculas acima a carga formal é igual a zero.
Através do cálculo da carga formal é possível saber qual é o arranjo certo entre os átomos de uma molécula. A carga formal que estiver mais próxima de zero é a que possui maior probabilidade de existência real.
Referência:
1 - Kotz, John C; Treichel Jr, Paul M. Química Geral 1 e Reações Químicas. São Paulo: Thomson Learning, 2009. p. 300-318